# Trever O'Brien
Trever O'Brien (Newport Beach, 19 gennaio 1984) è un attore statunitense.

## Biografia
Nato nello stato della California, fratello di Austin O'Brien, attore e musicista come la sorella Amanda. Studiò al Newport Harbor e all'Orange County High School of the Arts. Iniziò la sua carriera cinematografica nel 1992, ha partecipato a numerosi film per la televisione, figura fra gli attori principali nel film televisivo Disney Una bionda su due ruote.
Sposò Jennifer Castelli il 24 febbraio 2008 da cui ebbe una figlia, Audrey Taylor O'Brien nata nel 2010.

## Riconoscimenti
Nel corso della sua carriera ha conseguito 2 nomination (negli anni 1997 e 2002) e ottenuto 2 vittorie (negli anni 1997 e 1998) per la categoria degli Young Artist Award.

## Filmografia

### Cinema
- I moschettieri del 2000 (Ring of the Musketeers) (1992)
- Il tagliaerbe 2 - The Cyberspace (Lawnmower Man 2: Beyond Cyberspace) (1996)
- Finalmente a casa (Homecoming) (1996)
- Gli occhi dell'amore (What Love Sees), regia di Michael Switzer (1996)
- Un magico week-end (Un magico weekend) (The Midas Touch) (1997)
- They Come at Night  (1998)
- Di padre in figlio (Michael Landon, the Father I Knew) (A Father's Son) (1999)
- They Call Him Sasquatch (2003)
- Palle al balzo - Dodgeball (Dodgeball: A True Underdog Story) (2004)
- La gang di Gridiron (Gridiron Gang), regia di Phil Joanou (2006)

### Televisione
- A Private Matter, film TV (1992)
- Un filo nel passato (Nowhere Man), episodio "Through a Lens Darkly" (1996)
- Terra promessa (Promised Land), episodio "Bookworm" (1997)
- Una bionda su due ruote (Motocrossed), regia di Steve Boyum – film TV (2001)
- Il tocco di un angelo (Touched by an Angel), episodio "Segreti e Bugie" ("Secrets and Lies") (2002)
- Skin, episodio "Secrets & Lies" (2003)
- Cold Case - Delitti irrisolti, episodio "I volontari" ("Volunteers") (2004)
- CSI: Scena del crimine (CSI: Crime Scene Investigation), episodio "Il giardino segreto" ("Gum Drops") (2005)
- Senza traccia (Without a Trace), episodio "Verità nascosta" ("Primed") (2007)
- Shark - Giustizia a tutti i costi (Shark), episodio "L'innocente" (Trial by Fire) (2007)
- Mad Men, episodio "Il contratto" ("Seven Twenty Three") (2009)
- Dr. House - Medical Division (House M.D.), episodio "Verso la meta" ("Moving the Chains") (2010)
- Grey's Anatomy – serie TV, episodio 9x04 (2012)

## Doppiatori italiani
Nelle versioni in italiano delle opere in cui ha recitato, Trever O'Brien è stato doppiato da:
- Stefano Crescentini in Senza traccia
- Simone Crisari in Mad Men
- Gianfranco Miranda in Dr. House - Medical Division
- Davide Lepore in Grey's Anatomy
- Giuseppe Ippoliti in In Time